# EuroBasket de 1947
O EuroBasket 1947 também conhecido como FIBA Campeonato Europeu de 1947 foi a quinta edição da competição continental organizada pela FIBA Europa, sucursal da FIBA. Sediada em Praga na Tchecoslováquia.

## Seleções Participantes
| Seleção  | Participações               | Melhor Resultado | Seleção         | Participações               | Melhor Resultado |
| -------- | --------------------------- | ---------------- | --------------- | --------------------------- | ---------------- |
| Albânia  | estreante                   | -                | Itália          | 4 (1935, 1937, 1939 e 1946) | (1937 e 1946)    |
| Áustria  | estreante                   | -                | Jugoslávia      | estreante                   | -                |
| Bélgica  | 2 (1935 e 1946)             | 6º (1935)        | Países Baixos   | 1 (1946)                    | 6º lugar         |
| Bulgária | 1 (1935)                    | 8º (1935)        | Polônia         | 3 (1937, 1939 e 1946)       | (1939)           |
| Egito    | 1 (1937)                    | 8º (1935)        | Romênia         | 1 (1935)                    | 10º              |
| França   | 4 (1935, 1937, 1939 e 1946) | 4º (1939 e 1946) | Tchecoslováquia | 3 (1935. 1937 e 1946)       | (1946)           |
| Hungria  | 3 (1935, 1939 e 1946)       | 3º (1946)        | URSS            | estreante                   | -                |

## Fase de Grupos

### Grupo A
| # | Seleção         | P | V | D | P+  | P-  | SP  |
| - | --------------- | - | - | - | --- | --- | --- |
| 1 | Tchecoslováquia | 3 | 3 | 0 | 208 | 61  | 147 |
| 2 | Polónia         | 3 | 2 | 1 | 108 | 106 | 2   |
| 3 | Roménia         | 3 | 1 | 2 | 107 | 157 | -50 |
| 4 | Países Baixos   | 3 | 0 | 3 | 84  | 183 | -99 |

| 27 de abril 16:45 | Relatório | Polônia      | 51–32 | Roménia        |  | Praga |  |
| 27 de abril 16:45 | Relatório | Pts: Stok 29 |       | Pts: Sadeanu12 |  | Praga |  |

| 27 de abril 21:15 | Relatório | Tchecoslováquia   | 93–19 | Países Baixos |  | Praga |  |
| 27 de abril 21:15 | Relatório | Pts: Vondracek 29 |       | Pts: Koper 4  |  | Praga |  |

| 28 de abril 11:15 | Relatório | Polônia        | 40–23 | Países Baixos  |  | Praga |  |
| 28 de abril 11:15 | Relatório | Pts: Resich 13 |       | Pts: Eng Hau 6 |  | Praga |  |

| 28 de abril 20:00 | Relatório | Romênia        | 25–64 | Tchecoslováquia |  | Praga |  |
| 28 de abril 20:00 | Relatório | Pts: Marossi 6 |       | Pts: Mrazek 12  |  | Praga |  |

| 29 de abril 20:00 | Relatório | Países Baixos  | 42–50 | Roménia         |  | Praga |  |
| 29 de abril 20:00 | Relatório | Pts: Brandt 16 |       | Pts: Marossi 22 |  | Praga |  |

| 29 de abril 21:15 | Relatório | Tchecoslováquia  | 51–17 | Polónia             |  | Praga |  |
| 29 de abril 21:15 | Relatório | Pts: Velesnky 18 |       | Pts: Bartosiewicz 6 |  | Praga |  |

### Grupo B
| # | Seleção         | P | V | D | P+  | P-  | SP  |
| - | --------------- | - | - | - | --- | --- | --- |
| 1 | União Soviética | 2 | 2 | 0 | 112 | 44  | 68  |
| 2 | Hungria         | 2 | 1 | 1 | 83  | 89  | -3  |
| 3 | Jugoslávia      | 2 | 0 | 2 | 38  | 100 | -62 |

| 27 de abril 11:30 | Relatório | URSS           | 50–11 | Jugoslávia     |  | Praga |  |
| 27 de abril 11:30 | Relatório | Pts: Korkia 19 |       | Pts: Grkinic 5 |  | Praga |  |

| 28 de abril 16:45 | Relatório | URSS             | 62–33 | Hungria      |  | Praga |  |
| 28 de abril 16:45 | Relatório | Pts: Alekseev 14 |       | Pts: Timar 6 |  | Praga |  |

| 29 de abril 15:30 | Relatório | Jugoslávia     | 27–50 | Hungria             |  | Praga |  |
| 29 de abril 15:30 | Relatório | Pts: Grkinic 7 |       | Pts: Nowakovizky 21 |  | Praga |  |

### Grupo C
| # | Seleção  | P | V | D | P+  | P-  | SP  |
| - | -------- | - | - | - | --- | --- | --- |
| 1 | França   | 2 | 2 | 0 | 167 | 38  | 129 |
| 2 | Bulgária | 2 | 1 | 1 | 88  | 80  | 8   |
| 3 | Áustria  | 2 | 0 | 2 | 19  | 156 | 137 |

| 27 de abril 15:00 | Relatório | Bulgária         | 56–13 | Áustria       |  | Praga |  |
| 27 de abril 15:00 | Relatório | Pts: Georgiev 14 |       | Pts: Bohman 4 |  | Praga |  |

| 28 de abril 15:30 | Relatório | França          | 100–6 | Áustria           |  | Praga |  |
| 28 de abril 15:30 | Relatório | Pts: Perrier 31 |       | Pts: Gangberger 4 |  | Praga |  |

| 29 de abril 15:30 | Relatório | França           | 67–32 | Bulgária      |  | Praga |  |
| 29 de abril 15:30 | Relatório | Pts: Duperray 15 |       | Pts: Rajkov 8 |  | Praga |  |

### Grupo D
| # | Seleção | P | V | D | P+  | P-  | SP  |
| - | ------- | - | - | - | --- | --- | --- |
| 1 | Egito   | 3 | 3 | 0 | 193 | 92  | 101 |
| 2 | Bélgica | 3 | 2 | 1 | 183 | 78  | 105 |
| 3 | Itália  | 3 | 1 | 2 | 119 | 92  | 27  |
| 4 | Albânia | 3 | 0 | 3 | 45  | 278 | 233 |

| 27 de abril 17:30 | Relatório | Itália          | 60–15 | Albânia        |  | Praga |  |
| 27 de abril 17:30 | Relatório | Pts: Miliani 12 |       | Pts: Koljaka 5 |  | Praga |  |

| 27 de abril 20:00 | Relatório | Bélgica            | 35–46 | Egito          |  | Praga |  |
| 27 de abril 20:00 | Relatório | Pts: Hollanders 11 |       | Pts: Harawi 14 |  | Praga |  |

| 28 de abril 10:00 | Relatório | Bélgica           | 114–11 | Albânia          |  | Praga |  |
| 28 de abril 10:00 | Relatório | Pts: Van Damme 32 |        | Pts: Peshkopia 3 |  | Praga |  |

| 28 de abril 21:30 | Relatório | Egito         | 43–38 | Itália         |  | Praga |  |
| 28 de abril 21:30 | Relatório | Pts: Acher 13 |       | Pts: Miliani 9 |  | Praga |  |

| 29 de abril 17:00 | Relatório | Itália           | 21–34 | Bélgica            |  | Praga |  |
| 29 de abril 17:00 | Relatório | Pts: De Nardus 6 |       | Pts: Hollanders 13 |  | Praga |  |

| 29 de abril 10:00 | Relatório | Albânia          | 19–104 | Egito         |  | Praga |  |
| 29 de abril 10:00 | Relatório | Pts: Peshkopia 5 |        | Pts: Saleh 30 |  | Praga |  |

## Fase Semifinal

### Grupo 1
| # | Seleção         | P | V | D | P+  | P-  | SP |
| - | --------------- | - | - | - | --- | --- | -- |
| 1 | Tchecoslováquia | 3 | 3 | 0 | 116 | 99  | 17 |
| 2 | Bélgica         | 3 | 2 | 1 | 86  | 85  | 1  |
| 3 | França          | 3 | 1 | 2 | 93  | 100 | -7 |
| 4 | Hungria         | 3 | 0 | 3 | 116 | 127 | -9 |

| 30 de abril 15:30 | Relatório | Hungria       | 48–52 | Tchecoslováquia |  | Praga |  |
| 30 de abril 15:30 | Relatório | Pts: Timar 17 |       | Pts: Mrazek 19  |  | Praga |  |

| 30 de abril 21:15 | Relatório | França          | 26–27 | Bélgica        |  | Praga |  |
| 30 de abril 21:15 | Relatório | Pts: Perrier 10 |       | Pts: Hermans 7 |  | Praga |  |

| 1 de maio 17:00 | Relatório | Bélgica         | 30–27 | Hungria       |  | Praga |  |
| 1 de maio 17:00 | Relatório | Pts: Hermans 10 |       | Pts: Nemeth 8 |  | Praga |  |

| 1 de maio 19:30 | Relatório | França          | 22–32 | Tchecoslováquia |  | Praga |  |
| 1 de maio 19:30 | Relatório | Pts: Duperray 7 |       | Pts: Mrazek 12  |  | Praga |  |

| 2 de maio 17:00 | Relatório | Hungria             | 41–45 | França         |  | Praga |  |
| 2 de maio 17:00 | Relatório | Pts: Nowakovszky 11 |       | Pts: Busnel 15 |  | Praga |  |

| 2 de maio 21:45 | Relatório | Tchecoslováquia | 32–29 | Bélgica         |  | Praga |  |
| 2 de maio 21:45 | Relatório | Pts: Mracek 14  |       | Pts: Hermans 12 |  | Praga |  |

### Grupo 2
| # | Seleção  | P | V | D | P+  | P-  | SP  |
| - | -------- | - | - | - | --- | --- | --- |
| 1 | URSS     | 3 | 3 | 0 | 137 | 74  | 63  |
| 2 | Egito    | 3 | 2 | 1 | 135 | 112 | 23  |
| 3 | Polónia  | 3 | 1 | 2 | 78  | 115 | -37 |
| 4 | Bulgária | 3 | 0 | 3 | 89  | 138 | -49 |

| 30 de abril 17:00 | Relatório | Polônia        | 28–52 | Egito         |  | Praga |  |
| 30 de abril 17:00 | Relatório | Pts: Dowgird 6 |       | Pts: Saleh 14 |  | Praga |  |

| 30 de abril 20:00 | Relatório | URSS          | 55–24 | Bulgária      |  | Praga |  |
| 30 de abril 20:00 | Relatório | Pts: Konev 14 |       | Pts: Hajtov 6 |  | Praga |  |

| 1 de maio 21:00 | Relatório | URSS           | 46–32 | Egito         |  | Praga |  |
| 1 de maio 21:00 | Relatório | Pts: Korkia 15 |       | Pts: Harawi 7 |  | Praga |  |

| 1 de maio 22:30 | Relatório | Bulgária      | 27–32 | Polónia         |  | Praga |  |
| 1 de maio 22:30 | Relatório | Pts: Takev 10 |       | Pts: Zylinski 8 |  | Praga |  |

| 2 de maio 16:30 | Relatório | Egito          | 51–38 | Bulgária      |  | Praga |  |
| 2 de maio 16:30 | Relatório | Pts: Harawi 13 |       | Pts: Temkov 8 |  | Praga |  |

| 2 de maio 19:30 | Relatório | Polônia        | 18–36 | URSS             |  | Praga |  |
| 2 de maio 19:30 | Relatório | Pts: Dowgird 4 |       | Pts: Kolpakov 10 |  | Praga |  |

### Grupo 3
| # | Seleção | P | V | D | P+  | P-  | SP   |
| - | ------- | - | - | - | --- | --- | ---- |
| 1 | Roménia | 2 | 2 | 0 | 142 | 42  | 100  |
| 2 | Áustria | 2 | 1 | 1 | 67  | 96  | - 29 |
| 3 | Albânia | 2 | 0 | 2 | 46  | 117 | 71   |

| 30 de abril 10:00 | Relatório | Áustria           | 23–69 | Roménia           |  | Praga |  |
| 30 de abril 10:00 | Relatório | Pts: Gangberger 8 |       | Pts: Badulescu 16 |  | Praga |  |

| 1 de maio 13:45 | Relatório | Albânia         | 19–73 | Roménia         |  | Praga |  |
| 1 de maio 13:45 | Relatório | Pts: Zavalani 8 |       | Pts: Popescu 17 |  | Praga |  |

| 2 de maio 11:15 | Relatório | Albânia          | 27–44 | Áustria        |  | Praga |  |
| 2 de maio 11:15 | Relatório | Pts: Zavalani 10 |       | Pts: Pitsch 13 |  | Praga |  |

### Grupo 4
| # | Seleção       | P | V | D | P+ | P- | SP  |
| - | ------------- | - | - | - | -- | -- | --- |
| 1 | Itália        | 2 | 1 | 1 | 93 | 72 | 21  |
| 2 | Países Baixos | 2 | 1 | 1 | 65 | 66 | -1  |
| 3 | Jugoslávia    | 2 | 1 | 1 | 65 | 85 | -20 |

| 30 de abril 11:15 | Relatório | Itália          | 59–33 | Iugoslávia        |  | Praga |  |
| 30 de abril 11:15 | Relatório | Pts: Cerioni 16 |       | Pts: Olivijeri 12 |  | Praga |  |

| 1 de maio 15:00 | Relatório | Itália          | 34–39 | Países Baixos  |  | Praga |  |
| 1 de maio 15:00 | Relatório | Pts: Miliani 11 |       | Pts: Brandt 17 |  | Praga |  |

| 2 de maio 10:00 | Relatório | Iugoslávia     | 32–26 | Países Baixos |  | Praga |  |
| 2 de maio 10:00 | Relatório | Pts: Popovic 6 |       | Pts: Brandt 9 |  | Praga |  |

## Fase Final

### Decisão de 13º Lugar
| 3 de maio 9:00 | Relatório | Iugoslávia     | 90–13 | Albânia          |  | Praga |  |
| 3 de maio 9:00 | Relatório | Pts: Demsar 42 |       | Pts: Peshkopia 3 |  | Praga |  |

### Decisão de 11º Lugar
| 3 de maio 10:15 | Relatório | Países Baixos  | 54–33 | Áustria            |  | Praga |  |
| 3 de maio 10:15 | Relatório | Pts: Brandt 12 |       | Pts: Gangberger 10 |  | Praga |  |

### Decisão de 9º Lugar
| 3 de maio 11:30 | Relatório | Itália         | 55–39 | Roménia           |  | Praga |  |
| 3 de maio 11:30 | Relatório | Pts: Radici 18 |       | Pts: Badulescu 19 |  | Praga |  |

### Decisão de 7º Lugar
| 3 de maio 15:30 | Relatório | Hungria        | 59–29 | Bulgária      |  | Praga |  |
| 3 de maio 15:30 | Relatório | Pts: Nemeth 25 |       | Pts: Rajkov 9 |  | Praga |  |

### Decisão de 5º Lugar
| 3 de maio 17:00 | Relatório | França           | 62–29 | Polónia          |  | Praga |  |
| 3 de maio 17:00 | Relatório | Pts: Duperray 18 |       | Pts: Zylinski 11 |  | Praga |  |

### Decisão de 3º Lugar
| 3 de maio 20:00 | Relatório | Egito             | 50–48 | Bélgica         |  | Praga |  |
| 3 de maio 20:00 | Relatório | Pts: Montasser 16 |       | Pts: Hermans 12 |  | Praga |  |

### Grande Final
| 3 de maio 21:30 | Relatório | União Soviética | 56–37 | Tchecoslováquia |  | Praga |  |
| 3 de maio 21:30 | Relatório | Pts: Korkia 23  |       | Pts: Mrazek 12  |  | Praga |  |

## Campeão
| EuroBasket 1947 Campeões  |
| ------------------------- |
| União Soviética 1º Titulo |

## Classificação Final
| #  | Seleção         | V-D |
| -- | --------------- | --- |
| 1  | União Soviética | 6-0 |
| 2  | Tchecoslováquia | 6-1 |
| 3  | Egito           | 6-1 |
| 4  | Bélgica         | 4-3 |
| 5  | França          | 4-2 |
| 7  | Polónia         | 3-4 |
| 8  | Hungria         | 2-4 |
| 9  | Bulgária        | 1-5 |
| 10 | Roménia         | 3-3 |
| 11 | Países Baixos   | 2-4 |
| 12 | Áustria         | 1-4 |
| 13 | Iugoslávia      | 2-3 |
| 14 | Albânia         | 0-6 |